# Лапше-Нижнє
Лапше-Нижнє (пол. Łapsze Niżne, нім. Unterlapsch) — село в Польщі, у гміні Лапше-Нижнє Новотарзького повіту Малопольського воєводства.
Населення — 1486 осіб (2011).
У 1975-1998 роках село належало до Новосондецького воєводства.

## Географія
Селом протікає річка Лапшанка.

## Демографія
Демографічна структура станом на 31 березня 2011 року:
|          | Загалом | Допрацездатний вік | Працездатний вік | Постпрацездатний вік |
| -------- | ------- | ------------------ | ---------------- | -------------------- |
| Чоловіки | 736     | 155                | 515              | 66                   |
| Жінки    | 750     | 178                | 456              | 116                  |
| Разом    | 1486    | 333                | 971              | 182                  |